# Los Invisibles
The Invisibles es una serie de comic book que fue publicada por Vertigo (sello de DC Comics) desde 1994 hasta 2000. Fue creada y escrita por el guionista escocés Grant Morrison, con el concurso de varios dibujantes.
La trama se centra en las peripecias de una célula de The Invisible College, una organización secreta que lucha contra la opresión física y psíquica usando el viaje en el tiempo, la magia, la meditación y la violencia. Durante la mayor parte de la serie, este equipo incluye a King Mob, el líder; Lord Fanny, una chamán brasileña; Boy, un antiguo miembro del departamento de Policía de Nueva York; Ragged Robin, una telépata de pasado misterioso; y Jack Frost, un gamberro juvenil de Liverpool que podría ser el próximo Buda. Sus enemigos con los Archons of Outer Church, dioses alienígenas que ya han esclavizado a la mayoría de la raza humana sin su conocimiento.

## Creadores
Aunque Grant Morrison escribió todos los números, The Invisibles nunca estuvo a cargo de un equipo fijo, pues se pretendía que cada arco argumental fuese ilustrado por un dibujante diferente:
- Volume 1
  - Números #1-4, 22-24: Steve Yeowell
  - Números #5-9, 13-15: Jill Thompson
  - Números #10: Chris Weston
  - Números #11: John Ridgway
  - Números #12: Steve Parkhouse
  - Números #16, 21: Paul Johnson
  - Números #17-19: Phil Jiménez
  - Números #20: Tommy Lee Edwards
  - Números #25: Mark Buckingham
- Volume 2
  - Números #1-13: Phil Jiménez (sólo el abocetado en el número 9, que fue dibujado por Chris Weston bajo el nombre de "Space Boy")
  - Números #14-17, 19-22: Chris Weston
  - Números #18: Ivan Reis
- Volume 3
  - Números #1: Frank Quitely
  - Números #2: Steve Yeowell, The Pander Brothers, John Ridgway, Cameron Stewart, Ashley Wood, Mark Buckingham, Dean Ormston, Grant Morrison
  - Números #3: Steve Yeowell, Rian Hughes, John Ridgway, Michael Lark, Jill Thompson, Chris Weston
  - Números #4: Steve Yeowell, Ashley Wood, Steve Parkhouse, Philip Bond, Jill Thompson, John Ridgway
  - Números #5-8: Sean Phillips
  - Números #9-12: Philip Bond, Warren Pleece

Algunos de los dibujantes no siguieron escrupulosamente los guiones de Morrison, por ejemplo en las tres páginas que Ashley Wood ilustró para el número 2 del Vol. 3, de tal forma que más tarde fueron redibujadas por Cameron Stewart para la edición en trade paperback de The Invisible Kingdom.